# ポリエチレンイミン
ポリエチレンイミン（Polyethylenimine、略称: PEI）あるいはポリアジリジン（polyaziridine）は、アミンと脂肪族スペーサー(CH2CH2)の繰り返し単位からなるポリマーである。直鎖状ポリエチレンイミンはすべて第二級アミンを含む、一方、分岐状ポリエチレンイミンは第一級、第二級、第三級アミノ基を含んでいる。完全に分岐した、デンドリマー形も報告されている。PEIは工業的規模で生産されており、多くの用途はそのポリカチオンの性質を利用したものである。

## 性質
直鎖状PEIは室温で固体であるが、分岐状PEIはすべての分子量で液体である。 直鎖状PEIは、低いpHで温水に溶解し、 メタノール、エタノール、クロロホルムにも溶解する。冷水、 ベンゼン、エチルエーテル、アセトンには不溶である。融点 は73-75 ℃であり、常温で保存できる。

## 合成
分岐状PEIはアジリジンの開環重合で合成することができる 。反応条件によって、分岐度を様々に変えることができる。直鎖状PEIはポリ(2-オキサゾリン)  または N-置換ポリアジリジン のような他のポリマーを後で改変することで得ることができる。直鎖状PEIは、ポリ(2-エチル-2-オキサゾリン) の加水分解で合成され、トランスフェクション試薬のjetPEIとして販売されている。現行のin-vivo-jetPEIは、あつらえられたポリ(2-エチル-2-オキサゾリン)を前駆体として使用する。

## 用途
ポリエチレンイミンには数多くの用途があり、洗浄剤、接着剤、水処理剤、化粧品といった製品に使用されている 。セルロース繊維の表面を改質する能力により、PEIは製紙工程において湿潤紙力増強剤として使用される。また、PEIは、シリカゾルとの凝集剤として、および亜鉛やジルコニウムのような金属イオンを錯化する能力を有するキレート剤としても使用される。その他にも専門性の高いPEIの用途としては、以下のものが挙げられる。

### 生物学
PEIは、生物学実験室で多く利用され、とりわけ組織培養に使用される、ただし過剰な使用は細胞に対し有毒である。その毒性は、異なる2つのメカニズム によるものである、すなわち、細胞壊死をもたらす細胞膜の破壊（即効性）、および、アポトーシスをもたらす内在化後のミトコンドリア膜の破壊（遅効性）である。

#### 細胞培養における定着促進剤
ポリエチレンイミンは、定着性の弱い細胞の培養に用いられ、培養皿への付着を増加させる。PEIはカチオン性ポリマーであるため、負に帯電した細胞の外表面はPEIでコーティングされた培養皿に引き付けられ、細胞と培養皿のプレートとの間により強い付着を促進する。

#### トランスフェクション試薬
ポリエチレンイミンは、ポリ-l-リジンに次いで発見された第2の高分子のトランスフェクション剤である 。PEIは、DNAをカチオン性の荷電粒子に凝縮させ、アニオン性の細胞表面残基に結合し、エンドサイトーシスによって細胞内に運ばれる。細胞内にいったん入ると、PEIのアミンのプロトン化は、対イオンの流入および浸透圧ポテンシャルの低下をもたらす。浸透圧膨潤が生じ、小胞がポリマー-DNA複合体（ポリプレックス）を細胞質に放出する。ポリプレックスが解放されると、DNAは自由に核に拡散する。

### CO2捕集剤
直鎖状および分岐状の両方のポリエチレンイミンはCO2捕集剤として使用されてきた、しばしば多孔質材料に含浸して利用される。CO2捕集剤としてのPEIポリマーの初めての利用は、専ら宇宙船内のCO2 除去を改良するためのもので、高分子母材に含浸して使用された。
その後、母材はMCM-41に変更された、MCM-41とはヘキサゴナル構造を持つメソポーラスシリカである、大量のPEIが、いわゆる「分子バスケット（分子サイズの空洞）」に保持される。MCM-41-PEIの吸着材は、PEIやMCM-41それぞれの材料から考えられるよりも、優れたCO2吸着能力を示した。その論文の著者らは、多孔質材料の細孔構造内でPEIが高度に分散されているために相乗効果が生じていると主張している。この改善の結果、これらの材料の挙動をより深く研究するため、さらに研究開発が進められた。PEIポリマーを用いたいくつかのMCM-41-PEI吸着材に対し、 CO2 の吸着能力、またCO2/O2とCO2/N2 吸着選択性に焦点を当て、徹底的な研究がなされてきた。また、PEIの含浸は、ガラス繊維マトリクス、シリカモノリスのような様々な支持体で、試験されている。しかし、燃焼排ガスからのCO2回収（PCC: post-combustion capture）において、実際の条件下（45-75 ℃の穏やかな温度と水分の存在）で適切な性能を発揮するには、SBA-15のような熱および熱水に安定なシリカ材料を使用する必要がある、SBA-15もまたヘキサゴナル構造を持つメソポーラスシリカである。PEI含浸材料を使用して空気中の二酸化炭素を吸着するには、湿気のある現実の環境条件で試験される。
PEIと他のアミノ含有分子とを詳細に比較すると、PEI含有試料はCO2吸脱着サイクルにおいて際立った性能を示した。 また、温度を25 ℃から100 ℃に上昇させても、CO2吸収にわずかな減少しか記録されず、これらの固体の吸着能力は化学吸着の寄与が高いことが実証された。 さらに、同様の理由により、希釈CO2に対する吸着容量は、純粋なCO2 に対する値の90％にも達し、SO2に対する望ましくない選択性も高かった。
最近、使用される支持体の多孔質構造内のPEI拡散を改善するために多大の努力がされている。PEIのより良好な分散、および、より高いCO2捕集効率（CO2/NHモル比）は、以下の方法で達成された、すなわち、焼成材料の完全な円筒形細孔ではなく、テンプレート吸蔵されたPE-MCM-41材料に含浸し、次いで以前に記載したルートに従って達成された。
アミノプロピル-トリメトキシシランのようなオルガノシラン、AP、PEIの組み合わせが研究されている。その組み合わせを多孔質支持体に含浸させた最初のアプローチは、再利用サイクルにおいて、より速いCO2吸着速度、および、より高い安定性を達成したが、効率は高くなかった。
新規な方法は、いわゆる「二重官能基化」である。その方法は、グラフト化（オルガノシランの共有結合）によって、あらかじめ官能基化された材料への含浸に基づくものである。両方の経路によって取り込まれたアミノ基は相乗効果を示し、235 mg CO2/g (5.34 mmol CO2/g) までの高いCO2吸着を達成する。含浸された固体と同様の吸着速度を示す、これらの物質に対して、CO2吸着速度を調べられている。
これは、二重官能化材料で利用できるより小さい細孔容積を考慮すると、興味深い知見である。 したがって、含浸された固体と比較して高いCO2 吸着および効率を示す理由は、より速い吸着速度より、むしろ2つの方法（グラフトおよび含浸）によって取り込まれたアミノ基の相乗効果に起因している、と結論できる。

### エレクトロニクス用の低仕事関数の改質剤
ポリエチレンイミンとエトキシ化されたポリエチレンイミン (PEIE)は、有機エレクトロニクスに対する効果的な低仕事関数調整剤として、ZhouとKippelenらによって見出された。これは、金属、金属酸化物、導電性高分子およびグラフェンなどの仕事関数を例外なく減少させることができる。 低仕事関数の溶液で処理された導電性高分子が、PEIまたはPEIE改質によって、製造することができる点が、非常に重要である。 この発見に基づいて、その高分子は、有機太陽電池、有機発光ダイオード、有機電界効果トランジスタ、ペロブスカイト太陽電池、ペロブスカイト発光ダイオード、量子ドット太陽電池および発光ダイオードなどに広く使用されている。